# Rémi Giuitta
Rémi Giuitta (Marsiglia, 21 giugno 1977) è un allenatore di pallacanestro francese.

## Palmarès

### Allenatore
- Pro B: 1

Provence: 2020-21